# Richard Mayr
Richard Mayr (ur. 18 listopada 1877 w Henndorf am Wallersee, zm. 1 grudnia 1935 w Wiedniu) – austriacki śpiewak operowy, bas.

## Życiorys
Początkowo studiował medycynę, dopiero w wieku 21 lat za namową Gustava Mahlera podjął studia muzyczne w Konserwatorium Wiedeńskim. W 1902 roku zadebiutował jako śpiewak rolą Hagena w Zmierzchu bogów na festiwalu w Bayreuth, jeszcze w tym samym roku został zaangażowany przez Mahlera do zespołu Opery Wiedeńskiej, gdzie debiutował partią Gomeza w Ernanim. W latach 1921–1935 regularnie występował w operach W.A. Mozarta na festiwalu w Salzburgu, kreował tam role Figara w Weselu Figara, Leporella w Don Giovannim i Sarastra w Czarodziejskim flecie. Gościnnie występował w Covent Garden Theatre w Londynie (1924–1931) i Metropolitan Opera w Nowym Jorku (1927–1930).
Do jego popisowych ról należał Baron Ochs w Kawalerze srebrnej róży, partię tę wykonał w czasie wiedeńskiej (1911) i londyńskiej (1923) premiery tej opery. Wystąpił też w prapremierowych przedstawieniach oper Kobieta bez cienia (1919, w roli Baraka) i Arabella (1933, w roli Hrabiego Waldnera).